# راهلير هوليس جيفرسون
راهلير هوليس جيفرسون (بالإنجليزية: Rahlir Hollis-Jefferson)‏ مواليد 26 يونيو 1991، هو لاعب كرة سلة أمريكي. بدأ مسيرته الاحترافية في سنة 2013. يلعب في دوري كندا الوطني لكرة السلة. يحمل الرقم 24. يبلغ طوله 6 قدم 6 بوصة (2.0 م).

## روابط خارجية
- راهلير هوليس جيفرسون على موقع كرة السلة الأوروبية.كوم (الإنجليزية)
- راهلير هوليس جيفرسون على موقع كلية كرة السلة في سبورتس رفرنس.كوم (الإنجليزية)
- راهلير هوليس جيفرسون على موقع ريلجم (الإنجليزية)
- راهلير هوليس جيفرسون على موقع بروبوليرز (الإنجليزية)
- راهلير هوليس جيفرسون على موقع سبورتس رفرنس (الإنجليزية)